# Abdelaziz El Aroui
Abdelaziz El Aroui, également orthographié Abd El Aziz El Iroui ou Abdelaziz Laroui (arabe : عبد العزيز العروي), de son nom complet Abdelaziz Ben Mohamed El Aroui, né le 14 décembre 1898 à Monastir et décédé le 13 juillet 1971 à Tunis, est un dramaturge, journaliste et chroniqueur tunisien rattaché au groupe Taht Essour.

## Biographie
Il naît le 14 décembre 1898 de Mohamed El Aroui et d'Achoucha Mzali,. Après des études primaires dans sa ville natale, il poursuit des études secondaires au Collège Sadiki dès 1912. Le commerce de son père ayant fait faillite, il interrompt sa scolarité pour travailler comme commis au ministère du travail et voyage à travers les caïdats du pays : Enfida, Kairouan, Thala, Gafsa, Skhira, Jendouba, Bou Salem, Djerba et Essouassi. En 1927, il devient clerc d'avocat et traduit dans le même temps deux colonnes pour le journal arabophone Ennahda dont il rejoint ensuite le service des petites annonces avant d'être chargé de son imprimerie. Par la suite, il en est administrateur puis directeur de la rédaction.
Il fonde en 1930 l'hebdomadaire francophone Le Croissant tunisien mais, au bout de treize livraisons, est assigné en justice pour avoir diffamé un juge et se voit condamné à un mois de prison et 5 000 francs d'amende. Il doit alors cesser la publication de son journal et rejoint la rédaction du Petit Matin de Simon Zana en 1932 pour y devenir chroniqueur culturel. Dans ce contexte, il préside la Fédération tunisienne de théâtre ainsi que la Troupe du théâtre populaire et fait partie de plusieurs comités directeurs de sociétés théâtrales.
Il rejoint Radio Tunis dès sa création en 1938 et y occupe successivement les postes de vice-rédacteur en chef des informations, de présentateur du journal en arabe dialectal, de commentateur des matchs de football et enfin de directeur de 1949 à 1956. Après l'indépendance, il acquiert une grande notoriété grâce à sa chronique quotidienne sur les ondes de la radio nationale et surtout à ses contes dominicaux traditionnels toujours diffusés à ce jour. Toutefois, selon une étude effectuée par Mediascan du 8 au 14 juillet 2007 sur un échantillon de 3 150 individus, ses histoires diffusées sur Canal 21 ne remportent plus que 1,1 % des parts de marché de l'audience des principales émissions répétitives de Tunisie 7, Hannibal TV et Canal 21.
Le 29 décembre 2001, un timbre postal à tirage illimité, dessiné par Ali Fakhet sur un format de 41 x 28 mm, d'une valeur faciale de 350 millimes est émis par la Poste tunisienne,. Des rues portent à ce jour son nom à Radès et au Kram.